# Georgia Bureau of Investigation
Il Georgia Bureau of Investigation è un'agenzia governativa di polizia statale della Georgia.

## Storia
Il governatore Eurith D. Rivers fu determinato nella creazione del dipartimento nel marzo 1937, quando fu approvata una legge 220 che creava il Dipartimento di pubblica sicurezza della Georgia che comprendeva la Georgia State Patrol e una divisione investigativa in borghese chiamata Division of Identification, Detection, Prevenzione e Investigazione che divenne GBI nel 1940. Qualsiasi reato commesso su proprietà demaniali o su strade statali rientrava nella giurisdizione del Dipartimento di Pubblica Sicurezza. Il Georgia Bureau of Investigation è stato inoltre autorizzato a fornire assistenza nelle indagini penali su richiesta delle forze dell'ordine o delle agenzie locali.
Nel 1972 l'allora governatore della Georgia Jimmy Carter propose ampi cambiamenti nella struttura del ramo esecutivo del governo statale che portarono all'introduzione dell'Executive Reorganization Act. In seguito all'approvazione di questa legge e ai successivi emendamenti, il 28 febbraio 1974, il GBI è diventato un'agenzia indipendente separata dal Dipartimento di pubblica sicurezza della Georgia.

## Cultura di massa
È presente nella serie televisiva Will Trent, il cui protagonista (da cui la serie prende il nome) è un agente speciale del GBI.